# Clizio (gigante)
Clizio (in greco antico Κλυτίος) era un personaggio della mitologia greca ed uno dei giganti, figlio di Gea e Tartaro.

## Mitologia
Fu uno dei giganti che prese parte alla Gigantomachia, attaccando il Monte Olimpo, sede degli dei e fu sconfitto da Ecate che lo bruciò con le sue torce (il fuoco, infatti, era il più grande punto debole del gigante) e fu poi finito da Eracle, che gli sferrò il colpo mortale.